# Karl Joel (filosof)
Karl Joel, född den 27 mars 1864 i Hirschberg, Schlesien, död den 23 juli 1934 i Walenstadt, var en tysk filosofisk författare.
Joel, som var professor i filosofi i Basel sedan 1897, författade bland annat Zur erkenntnis der geistlichen entwicklung und der schriftstellerischen motive Platos (1887), Der echte und der xenophontische Sokrates (2 band, 1893-1901), Philosophenwege (1901), Nietzsche und die romantik (1905), Der ursprung der naturphilosophie aus dem geiste der mystik (1906), Der freie wille (1908)  och Geschichte der antiken philosophie I (1921).